# August Leopold van Saksen-Coburg en Gotha

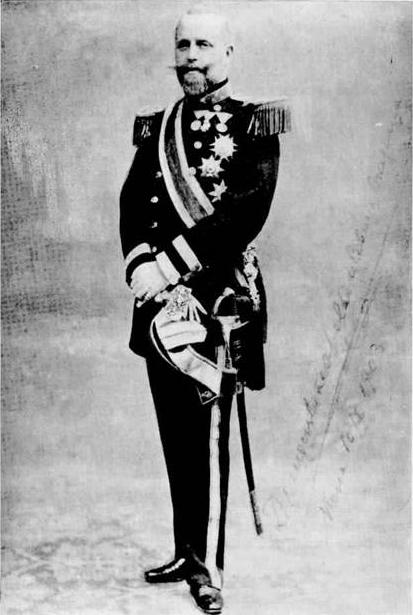
Augustus Leopold van Saksen-Coburg en Gotha (1903)

August Leopold Filips Maria Michaël van Saksen-Coburg-Gotha (Rio de Janeiro (Brazilië), 6 december 1867 - Schladming (Oostenrijk), 11 oktober 1922), was een Duitse prins uit het huis Saksen-Coburg en Gotha.
Hij was de tweede zoon van Lodewijk August van Saksen-Coburg en Gotha en diens vrouw Leopoldina van Brangança. August Leopold was een neef van koning Ferdinand I van Bulgarije en een kleinzoon van de Braziliaanse keizer Peter II. Hij bracht zijn jeugd door in Brazilië, waar zijn vader admiraal was bij de marine.
Zelf trouwde hij op 30 mei 1889 met Caroline Marie van Oostenrijk, een dochter van Karel Salvator van Oostenrijk en diens vrouw Maria Immaculata van Bourbon-Sicilië.
Het paar kreeg de volgende kinderen:
- August Clemens Karel (August Clemens Karl) (1895 – 1908)
- Clementine Maria (Klementine Maria) (1897 – 1975), gehuwd met Eduard von Heller
- Maria Caroline (Maria Karoline) (1899 – 1941), vermoord tijdens het nationaalsocialistische euthanasieprogramma in Hartheim
- Reinier Maria Jozef (Rainer) (4 mei 1900 – 7 januari 1945) gehuwd met Johanna Karolyi de Karoly-Patty en later met Edith de Kózol
- Philips Josias (Philipp Josias) (18 augustus 1901 – 18 oktober 1985), gehuwd met Sara Halász
- Theresa Christiana (Theresia Christiana) (23 augustus 1902 – 24 januari 1990), gehuwd met Lamoral Taxis
- Leopoldine Blanche (Leopoldine Blanka) (1905 – 1978), niet gehuwd
- Ernst Frans (Ernst Franz) (1907 – 1978), gehuwd met Irmagard Röll